# Eton-Codex

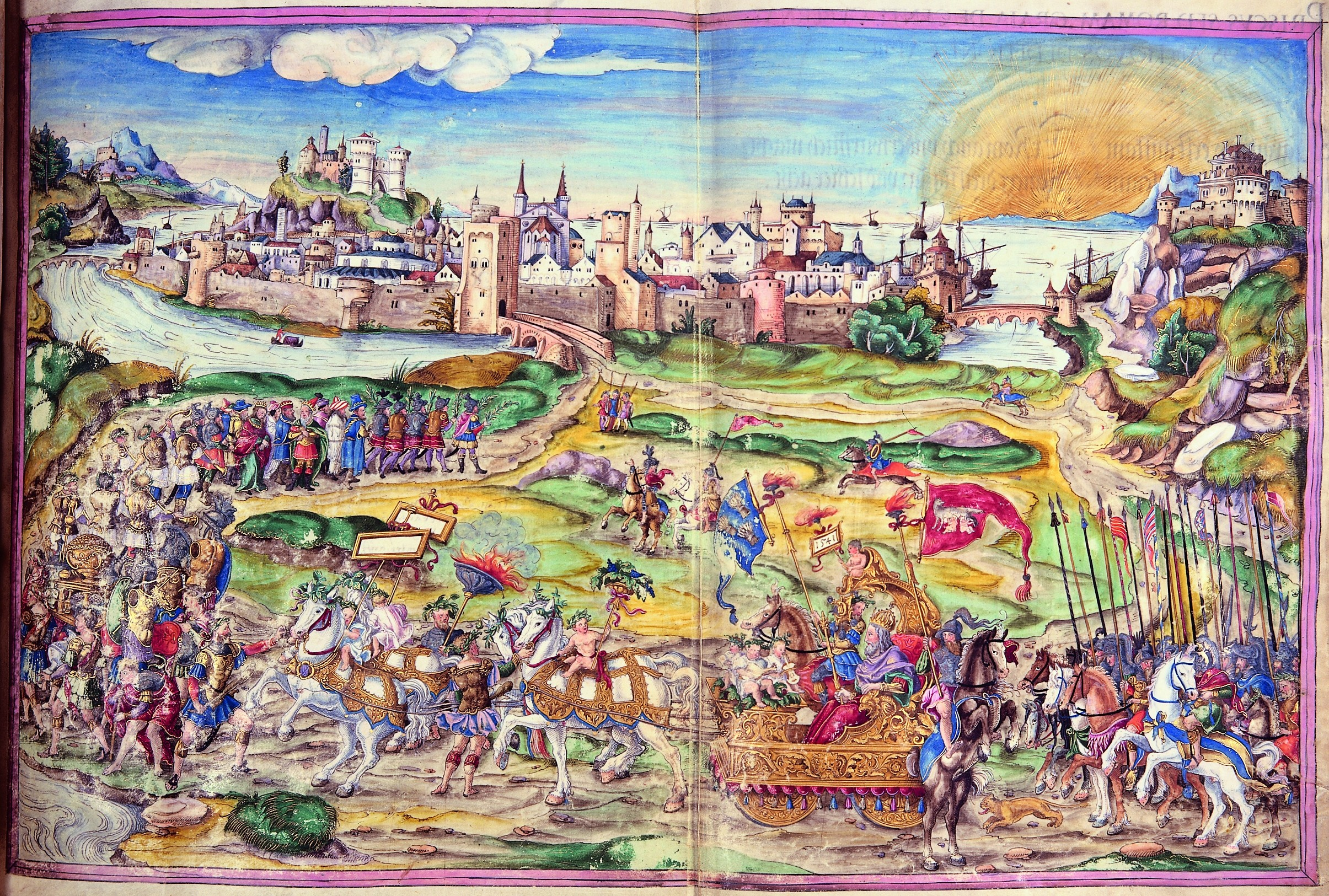
Triumph des Lucius Tarquinius aus Hans Tirols Eton-Codex

Der Eton-Codex ist eine dreibändige Prachthandschrift, die um 1541 vom Augsburger Hans Tirol verfasst wurde. Sie war dem englischen König Heinrich VIII. gewidmet und befindet sich heute in der Bibliothek des Eton College.
Der Codex entstand in der Werkstatt des Augsburger Malers Jörg Breu des Jüngeren. Eine 1547 entstandene, weniger umfangreiche Fassung des Werks, die dem spanischen König Philipp II. gewidmet war, der Escorial-Codex, befindet sich im spanischen Escorial.

## Inhalt
Das dreibändige Werk ist in lateinischer und deutscher Sprache verfasst. Der erste Band enthält eine Kaiserchronik, die mit Gaius Iulius Caesar beginnt und mit Karl V. und Ferdinand I.  endet. Der zweite Band stellt europäische Herrscherhäuser vor. Der dritte Band enthält ein Turnierbuch mit mehr als 2000 Wappen.